# Teramnus volubilis
Teramnus volubilis är en ärtväxtart som beskrevs av Olof Swartz. Teramnus volubilis ingår i släktet Teramnus och familjen ärtväxter. Inga underarter finns listade i Catalogue of Life.